# Cascina
Cascina là một đô thị ở tỉnh Pisa trong vùng Tuscana, có cự ly khoảng 60 km về phía tây thành phố Florence và khoảng 13 km về phía đông nam Pisa.
Cascina nằm ở tả ngạn sông Arno, trên một khu vữ đồng bằng. Các đô thị giáp ranh là: Calcinaia, Collesalvetti, Crespina, Lari, Pisa, Pontedera, San Giuliano Terme, Vicopisano.